# Branca caudal

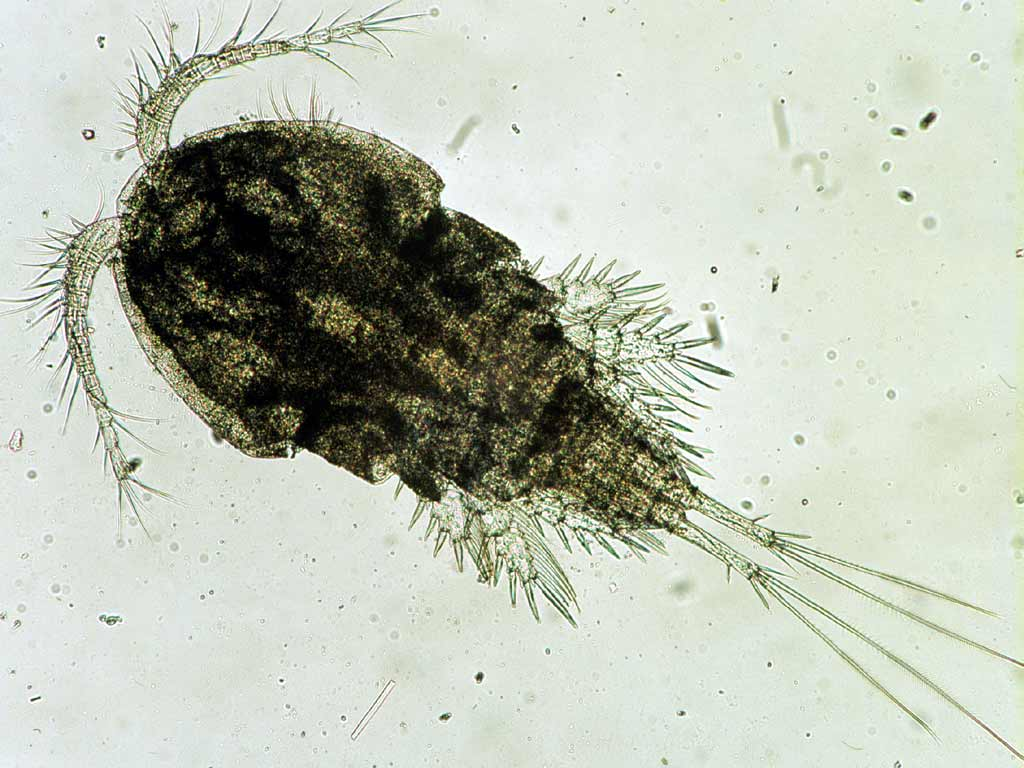
Cyclops (maxil·lòpode: Copepoda), mostrant les branques caudals (inferior dreta)

La branca caudal és un tret característic dels crustacis primitius. Situada en el somite anal (segment de tèlson), la branca caudal és un parell de protuberàncies semblants a apèndix o espines. Les estructures específiques que tenen forma de vareta o de fulla es denominen «furca caudal».